# Tagweidkopf (Lechtaler Alpen)
Der Tagweidkopf ist ein 2408 m ü. A. hoher Berg in den Lechtaler Alpen in Tirol. 

## Lage und Umgebung
Der Tagweidkopf wird als Teil der Loreagruppe vom Mittleren Kreuzjoch im Norden und dem Loreakopf im Süden eingerahmt. Der behäbige Gipfel weist im Nordwesten eine breite Geröllabdachung auf, während er nach Westen und Osten steil abbricht. Die Südseite ist durch mäßig steile Schrofen geprägt.
Die nächstgelegenen Orte sind Mitteregg und Berwang im Nordwesten sowie Nassereith im Südosten. In der Nähe befindet sich die Loreahütte.

## Besteigung
Die Zustiege auf den Tagweidkopf sind weglos und erfordern Trittsicherheit. Im Winter ist der Gipfel auf einer anspruchsvollen Skitour zu erreichen.
- Von Süden über das Tagweidjoch

Von der Loreahütte auf dem Wanderweg hinauf nach Nordwesten, dann aber weglos in den Sattel zwischen Loreakopf und Tagweidkopf und weiter über Schrofen zum Gipfel. Der Aufstieg erfordert etwa eine Stunde ab der Loreahütte.
- Von Norden über die Tagweidscharte

Vom Östlichen Kreuzjoch zunächst auf dem Wanderweg über den kurzen Grat, dann weglos quer durch die Flanke des Mittleren Kreuzjochs in die Scharte zwischen diesem und dem Tagweidkopf. Von dort nach Süden über den zerrissenen Grat (Schwierigkeit II) auf die Geröllabdachung und auf dieser weiter zum Gipfel. Diese Variante beansprucht etwa eine Stunde ab dem Östlichen Kreuzjoch.